# Poarch-Creek-Reservat
Die Poarch Creek Indian Reservation ist ein Indianerreservat der Creek in der Nähe von Atmore, Alabama (nordöstlich von Mobile, Alabama). Es ist Heimat des Poarch Band of Creek Indians, der als einziges indianisches Volk auf dem Gebiet Alabamas die staatliche Anerkennung erhielt.
Im Reservat leben etwa 1.000 der 2.340 Mitglieder des Stammes. Das Poarch Band besitzt auch andere „trust land“ Grundstücke in den Bundesstaaten von Alabama und Florida.

## Geschichte
Die meisten Creek wurden nach dem Creek-Krieg und dem  Vertrag von Fort Jackson 1814 nach Westen vertrieben. In den 1940er Jahren organisierten sich die in Alabama verbliebenen Stammesmitglieder unter ihrem Stammesführer Calvin McGhee politisch und konnten letztlich 1984 die Anerkennung der Poarch Creek Indian Reservation als Federal Indian reservation erreichen.
Die Stammesregierung betreibt seit 1990 zur Eigenfinanzierung einen „Bingo Palace“ und unterhält touristische Infrastruktur.